# 840年
| 千纪： | 1千纪                                                                                           |
| 世纪： | 8世纪 \| 9世纪 \| 10世纪                                                                        |
| 年代： | 810年代 \| 820年代 \| 830年代 \| 840年代 \| 850年代 \| 860年代 \| 870年代                       |
| 年份： | 835年 \| 836年 \| 837年 \| 838年 \| 839年 \| 840年 \| 841年 \| 842年 \| 843年 \| 844年 \| 845年 |
| 纪年： | 庚申年（猴年）；唐開成五年；南诏天启元年；日本承和七年；渤海国咸和十年                          |

## 大事记
- 中国
  - 正月——宦官仇士良矫诏废太子李成美为陈王，改立安王弟颍王李瀍为皇太弟，说服其赐死陈王李成美、安王李溶、杨贤妃，拥立其为唐武宗。故史称仇士良于拥立唐武宗之际，杀二王一妃。
  - 回紇汗國被所屬部黠戛斯擊敗，可汗㕎馺可汗和宰相掘羅勿被殺，部眾四散，一部分遷到塞內中原地區，其餘分三支西遷，形成了後來的甘州回鶻、高昌回鶻和喀喇汗王朝，留在漠北的部落立昭禮可汗的弟弟烏希特勒為烏介可汗。
- 日本
  - 日本後紀完成。
- 歐洲
  - 虔誠者路易逝世，其子日耳曼人路易與禿頭查理共同對抗長子洛泰爾一世。

## 出生
- 1月9日－米海爾三世（840年－867年），拜占庭帝國皇帝。

## 逝世
- 2月10日——李昂，唐文宗（809年出生，31岁）。
- 2月12日——楊賢妃，唐文宗之妃。
- 2月12日——李成美，唐文宗與楊賢妃之子。
- 2月12日——李溶，唐文宗與楊賢妃之子。
- 3月14日——艾因哈德，法蘭克王國史學家，「卡洛林文藝復興」的代表人物之一。
- 5月8日——淳和天皇，日本第53代天皇（786年出生，54岁）
- 6月20日——虔誠者路易，法蘭克王國國王，查理曼之子與繼承人。
- 11月22日——伊爾杜安，巴黎大主教。
- 㕎馺可汗，回鶻的第十三任可汗。
- 何進滔，唐朝將軍。